# Ickburgh
 (juillet 2023).
Ickburgh est une paroisse civile et un village du Norfolk, en Angleterre.